# 玛吉·麦可纳马拉
瑪格麗特·「玛吉」·麦可纳马拉（英語：Marguerite "Maggie" McNamara；1928年6月18日—1978年2月18日），是美国的舞台、电影和电视女演员。曾于1954年凭借电影《俏女怀春》（The Moon Is Blue）获得第26届奥斯卡最佳女主角提名。这部电影是由奥托·普雷明格执导的，并引来很大争议，因为它违背了《海斯法典》并绕过了它的审查。20世纪50年代中期，麦克纳马拉的职业生涯开始走下坡路。她在《俏女怀春》后出演了两部电影，并于1963年拍摄了她的最后一部电影。上世纪60年代初，她演了5部电视剧，随后息影。在她的余生里，她在纽约当打字员。1978年2月，麦克纳马拉在49岁时服用过量巴比妥酸盐自杀身亡。

## 早年生活
麦克纳马拉出生在纽约，是蒂莫西（1888－1955）和海伦（1888－1968）的四个孩子之一。她的父亲有爱尔兰血统，而她的母亲在英国出生，父母是爱尔兰人。麦克纳马拉有两个姐妹，海伦和凯瑟琳，还有一个兄弟，罗伯特。她的父母在她9岁时离婚。
她在纽约上贝亚德斯汀综合高中。作为一个青少年，麦克纳马拉在模特经纪人约翰·罗伯特·鲍尔斯看到她在朋友家拍摄的照片时被发现。在母亲的鼓励下，麦克纳马拉与她的经纪公司签署了协议，尽管还在上高中，但她开始成为青少年模特。她是当时最成功的青少年模特之一，并与17岁时出现在《生活》《时尚芭莎》和《时尚》等杂志。麦克纳马拉后来评论了她的模特生涯:
“我非常害羞，过去我一直努力让自己不表现出来。”当我面对镜头时，我假装它和摄影师都不在那里。根据我穿的衣服，我和自己玩了一个游戏……你必须感觉你穿的是正确的，让它看起来是正确的。正如每个时期都有自己的时尚，每个人都有自己的风格。当你找到它的时候，我想你应该留下来。当我在做模特的时候，我必须打扮得像《Vogue》杂志想要的那样。但是当它过度的时候，任何好的品质都变成了其他的东西，我觉得这也适用于过于注重衣服。我不在乎这位时尚独裁者说什么。如果不适合我，我就不去了。但是你的整体印象不仅仅是衣服。你的仪容仪表，你的声音，你的声音，你的香水在你创造的整个画面中扮演了一个角色。”
1950年4月，麦克纳马拉第二次出现在《生活》杂志的封面上。制片人大卫·O·塞尔兹尼克在封面上看到她后，向她提供了一份电影合同。她拒绝了，继续学习舞蹈和表演。

## 职业生涯
1951年，麦克纳马拉开始了她的职业演艺生涯，当时她在芝加哥舞台上主演戏剧《俏女怀春》。由f·休·赫伯特所著，这出戏已经是芭芭拉·贝尔·格迪斯（Barbara Bel Geddes）主演的百老汇热门剧。同年，她在百老汇主演了《星期五的男人》，这部戏剧连续上演了四场。
1953年，麦克纳马拉前往好莱坞，再次出演奥托·普雷姆格导演的电影《俏女怀春》。这部电影因其性主题和坦率的对话而备受争议（这部剧和电影包含了“处女”、“怀孕”和“诱惑”）。因此，这部电影未能获得美国电影协会的批准。制作《俏女怀春》的联美决定无论如何都要发行这部电影。在堪萨斯州、俄亥俄州和马里兰州，这部电影立即被禁映，并被全国正派军团评为“谴责”的等级。尽管有争议，这部电影获得了成功，票房收入为350万美元。虽然票房收入强劲，但《俏女怀春》得到了褒贬不一的评价。麦克纳马拉的表演为她赢得了奥斯卡最佳女主角提名和最佳新人提名。
在拍摄完成后，麦克纳马拉与20世纪福克斯签约，并在1954年的爱情电影中出演《罗马之恋》。这部电影总体上受到好评，并帮助提升了麦克纳马拉的知名度。第二年，她与理查德·伯顿合作出演了电影《戏国王子》。尽管麦克纳马拉的事业起步不错，但她在《戏国王子》之后只拍了一部电影。她事业停滞的部分原因是她拒绝搬到洛杉矶。据报道，她也拒绝为她的电影做宣传，也不愿为电影公司的女明星们拍摄的芝士蛋糕做广告。她的事业问题因感情问题而进一步恶化。在他1977年的回忆录中，导演奥托·普雷明格写道:“玛吉在成为明星后遭受了巨大的痛苦。她和导演大卫·斯威夫特的婚姻出了问题。她精神崩溃了。
1955年以后，麦克纳马拉在接下来的十年里没有接受任何银幕角色。1962年，她回到百老汇戏剧表演的舞台上。那一年的晚些时候，她在佛罗里达州的皇家剧院（Royal Poinciana Playhouse）演出了尼尔·西蒙的《吹响你的小号》 。她之前曾与麦加文合作过一晚，只是为了衡量莎士比亚的标准。第二年，她出演了奥托·普雷明格的电影《红衣主教》。这是她最后一部电影。1963年，麦克纳马拉转向电视发展。她客串了本·凯西的一集，并主演了第五季《迷離境界》系列电影《狂欢的女孩》的女主角。麦克纳马拉最后一次露面是在1964年7月出现在《阿尔弗雷德·希区柯克的礼物》中。

## 个人生活
1951年3月，麦克纳马拉嫁给了演员兼导演大卫·斯威夫特。这对夫妇没有孩子，后来离婚了(斯威夫特于1957年再婚)。麦克纳马拉也没有再婚。在她离婚后，她与剧作家沃尔特·伯恩斯坦有了一段感情。

## 晚年和去世
1964年，麦克纳马拉在银幕上出演最后一部电影后，她就不再公开露面了。在她生命的最后15年里，她以打字员的方式工作，以养活自己。她的讣告指出，她一直在写剧本，其中有一篇题为《强大的蒲公英》，这是她去世时一家制作公司购买的。
1978年2月18日，麦克纳马拉被发现死在纽约她公寓的沙发上。她故意过量服用安眠药和镇静剂自杀，并在钢琴上留下了一张遗书。根据警方的报告，她有精神病史，朋友们报告说她患有严重的抑郁症。她在被埋葬在纽约州法明代尔的圣查尔斯公墓。

## 电影
| 年份   | 片名             | 片名                        | 角色 | 備註                      |
| 年份   | 譯名             | 原名                        | 角色 | 備註                      |
| ------ | ---------------- | --------------------------- | ---- | ------------------------- |
| 1953年 | 《俏女怀春》     | The Moon Is Blue            |      | 提名 - 奧斯卡最佳女主角獎 |
| 1953年 | 《屋顶上的少女》 | Die Jungfrau auf dem Dach   |      |                           |
| 1954年 | 《罗马之恋》     | Three Coins in the Fountain |      |                           |
| 1955年 | 《戲國王子》     | Prince of Players           |      |                           |
| 1963年 | 《紅衣主教》     | The Cardinal                |      |                           |

## 外部連結
- 玛吉·麦可纳马拉在互联网电影资料库（IMDb）上的資料（英文）
- 在Find a Grave上的玛吉·麦可纳马拉